# 鉱工業技術研究組合
鉱工業技術研究組合（こうこうぎょうぎじゅつけんきゅうくみあい、略称・技術研究組合、研究組合）は、鉱工業の生産技術に関する試験研究を協同して行うことを目的に、鉱工業技術研究組合法（昭和36年5月6日法律第81号）に基づいて設立された法人をいう。

## 概要
企業が共同研究開発を行うための組織を設ける場合、出資を行って営利を目的とする会社組織を立ち上げるのではなく、特別の法人として研究組合を設立することができる。
設立には経済産業大臣（または研究成果が直接利用される事業を所管する大臣）の認可が必要だが、組合員は「組合の行なう試験研究の成果を直接又は間接に利用する者」（法6条）の範囲内であれば、自由に定めることができる。
鉱工業技術研究組合法は、第171回通常国会に提出され、可決・成立した「我が国における産業活動の革新等を図るための産業活力再生特別措置法等の一部を改正する法律」により改正され、「鉱工業」がとれて、技術研究組合法となる。
同法は2009年4月22日に参議院で可決・成立し、同年6月22日に施行される。
これまで鉱工業技術研究組合法で設立した技術研究組合は、技術研究組合法のもとで引き続き技術研究組合として有効に存続する。
なお、鉱工業技術研究組合法は、中小企業等協同組合法の準用既定などがほとんどを占め、総条文数は25条であったが、技術研究組合法に改正されたのちは、準用既定の書き下しが行われ、191条と中小企業等協同組合法と同数の条文数になる。
改正の主たるポイントは、次の通り。
1.「鉱工業技術」に限定されず、育児サービスなどのサービス産業にも活用できるようになる。
2.技術研究組合が株式会社・合同会社に組織変更することが可能になる。
　これにより、研究開発しかできない技術研究組合も、株式会社・合同会社に組織変更することにより、迅速な事業化を行うことが可能になる。
3.大学・独立行政法人が組合員として参加することが可能となる。
4.設立に際して創立総会が不要となる。

## 研究組合の事業
研究組合は、次の事業を行うことができる（法第5条）。
一 組合員のために試験研究を実施し、及びその成果を管理すること。
二 組合員に対する技術指導を行なうこと。
三 試験研究のための施設を組合員に使用させること。
四 前各号の事業に附帯する事業
法人格を有することから、契約主体となることができるほか、各種の許認可の取得、知的財産の集約等も可能。

## 研究組合の財務
研究組合は、原則として利益が予想されないことから「出資」を設けず、運営に必要な費用は、組合の賦課に基づいて組合員が「賦課金」として支払うことになる。
組合員が支払った「賦課金」は、原則として費用計上・損金算入される（固定資産の購入に充てるための賦課金は繰延資産に計上され、複数年で償却される際に損金算入）。さらに、研究開発税制の対象として、損金算入された額の8 - 10%が法人税額から控除される。
また、組合員が支払った賦課金が研究組合において見かけの収益として課税されることがないよう、賦課金で購入した試験研究用固定資産については取得時に圧縮記帳を行うことが認められている（租税特別措置法）。
なお、特に収益事業も禁じられておらず、事業に際して対価を取り、研究費用に充てることができる。ただし、余剰金が生じた場合は法人税が課され、また組合員に配当することはできない（解散時の残余財産は分配可能）。